# Gare de La Fouillouse
Gare de La Fouillouse vasútállomás Franciaországban, La Fouillouse településen.

## Vasútvonalak
Az állomást az alábbi vasútvonalak érintik:
- Moret–Lyon-vasútvonal

## Kapcsolódó állomások
A vasútállomáshoz az alábbi állomások vannak a legközelebb:
- Gare de Saint-Étienne-La Terrasse (Lyon-Perrache pályaudvar)
- Gare de Bouthéon (Gare de Moret - Veneux-les-Sablons)
- Gare d’Andrézieux